# 白蛺蝶屬
白蛺蝶屬（意為「潰瘍般的尾部」，指雙翅腹面斑紋的外觀）是閃蛺蝶亞科裡的一個屬。物種分佈於古北界和東洋界。